# 레버 빌딩
레버 빌딩(영어: Lever Building)은 미국의 사우스캐롤라이나주 컬럼비아에 위치한 역사적인 상업용 건물이다. 1903년에 완공되었으며, 갈색 벽돌과 테라코타 외벽으로 이루어진 3층 건물이다. 1979년 3월 2일에 미국 국립사적지로 등록되었다.

## 갤러리

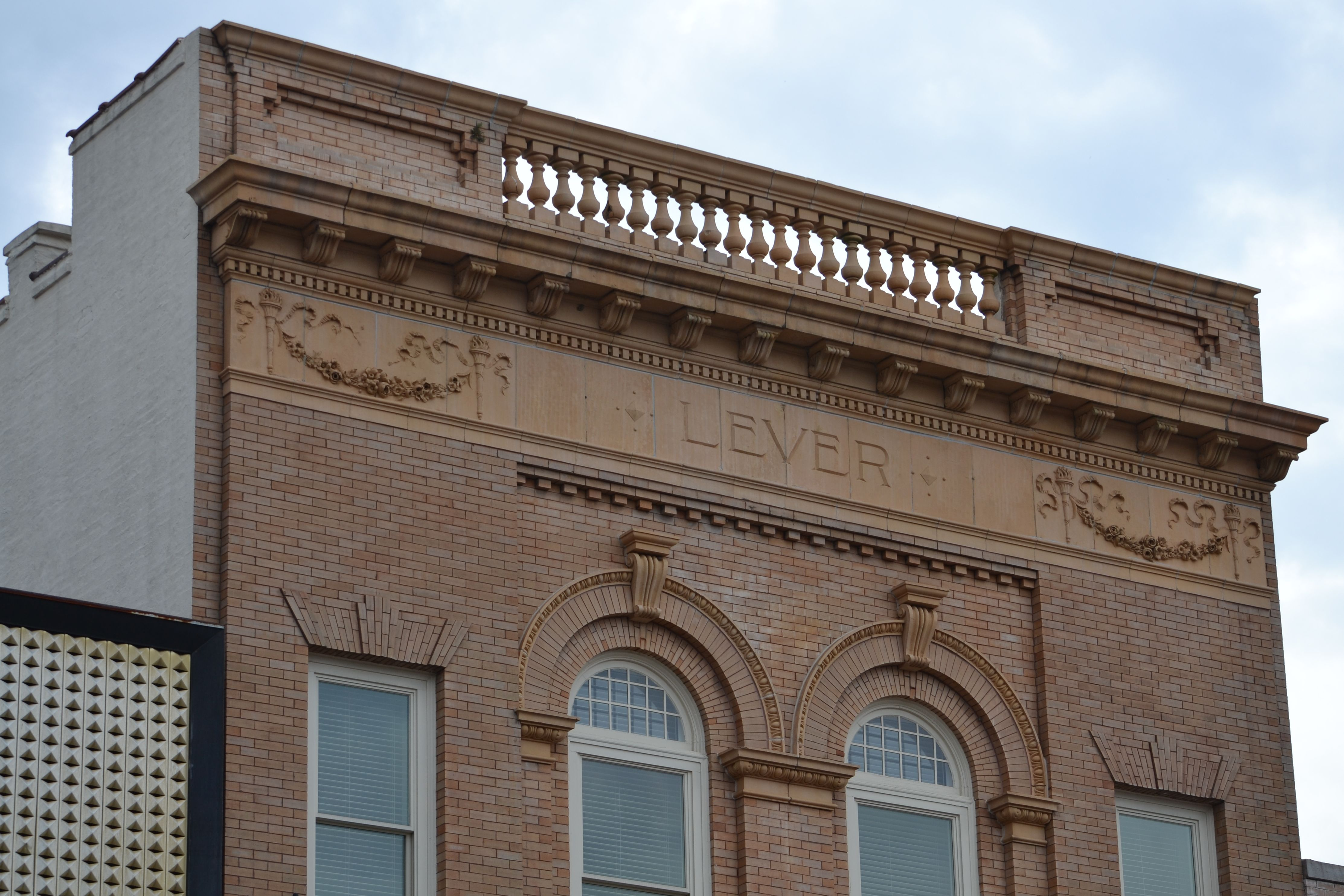
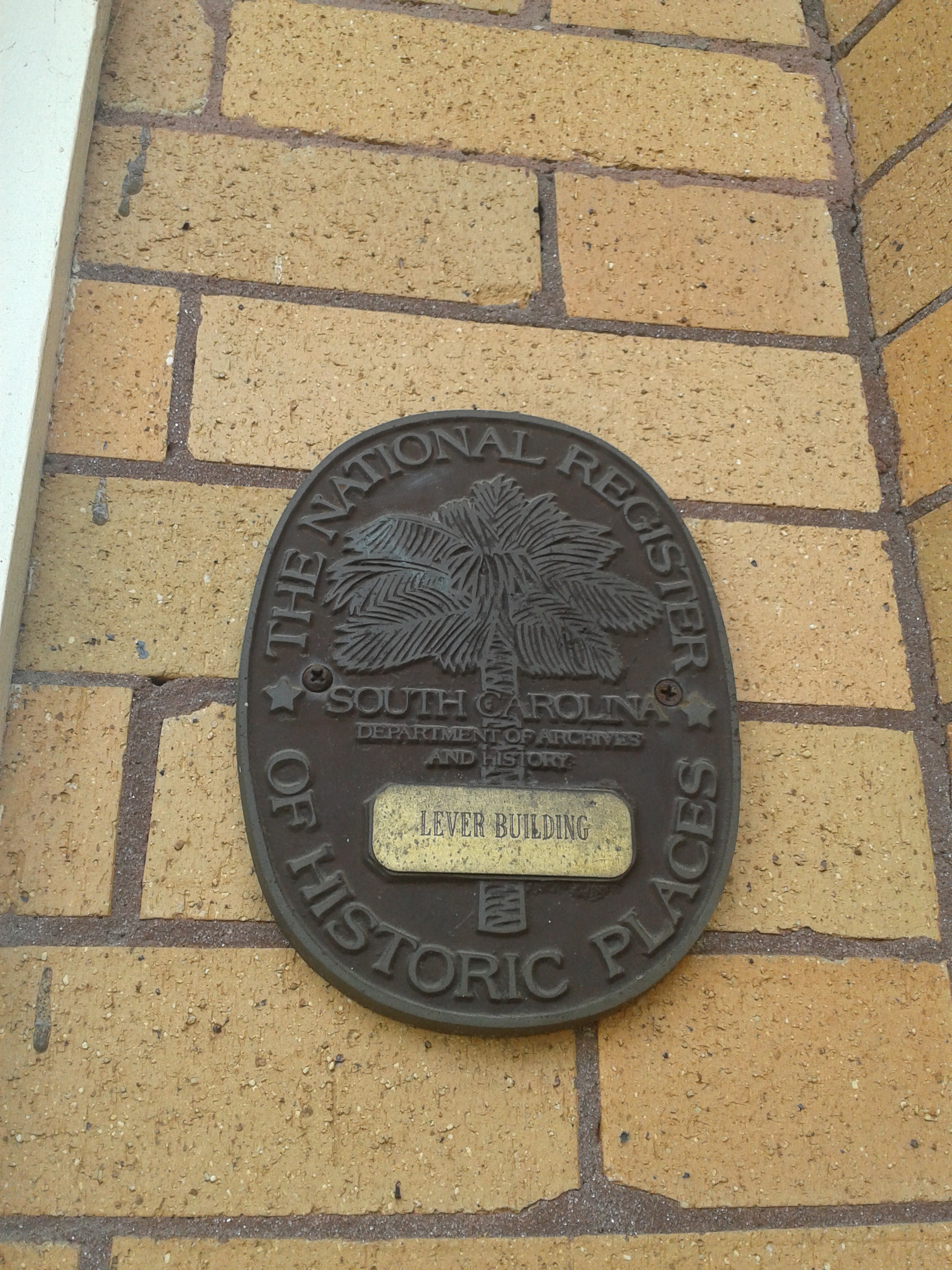
미국 국립사적지 등록 현판